# Spikule
Spikule su male erupcije vrućeg gasa na Suncu, tj. erupcije malih solarnih oluja koje izbacuju mlazove vrelog gasa u gornje slojeve Sunčeve atmosfere i prenose energiju i toplotu kroz Sunčevu magnetnu atmosferu ili koronu. Spikule predstavljaju jednu vrstu Sunčeve aktivnosti, traju oko desetak minuta i prouzrokuju nehomogenost fotosfere. Vrlo utiču na ravnotežu u Sunčevoj koroni, jer iznose 100 puta više mase u Sunčevu atmosferu u odnosu na solarni vetar. Na Sunčevom disku, spikule se nazivaju hromosferske šare.
Spikule su detektovane 1877. godine, a otkrio ih je sveštenik Angelo Seči iz Vatikanske opservatorije u Rimu. Prosečna dužina trajanja ovih erupcija je 15 minuta. Godine 2007. otkrivena je još nova klasa spikula koje su znatno brže, sa prosečnim vremenom trajanja između 3 i 7 minuta.

## Osobine
Dugački tanki mlazevi usijang gasa poznati i kao gasni pramenovi, nastaju u gornjoj hromosferi i uzdižu se do Sunčeve korone. Koncentracija čestica u njima je 1.018 m³. Erupcije traju najviše 10 minuta, kreću se ka naviše srednjom brzinom od 20 km/s (duplo brže od prve kosmičke brzine na Zemlji), izbijajući do visine od oko 16.000 km. Površinu Sunca napuštaju brzinom od oko 100 km/h i dospevaju do visine od nekoliko hiljada kilometara iznad fotosfere. Prosečna širina ime je oko 750 km.
Spikule nisu ravnomerno raspoređene po površini Sunca. Ima ih oko 300 hiljada, a pokrivaju samo oko 1% ukupne površine Sunca i najčešće se grupišu u blizini ivica supergranule. Procenjuje se da je u hromosferi u svakom trenutku prisutno oko milion spikula. Ponekad se spikule smatraju malim protuberancama.
U vidljivom delu spektra, spikule se mogu videti kako prenose ogromne količine plazme, tj. elektromagnetnog gasa koji okružuje Sunce, kroz nižu Sunčevu atmosferu ili fotosferu. Količina materijala je ogromna i iznosi i preko 100 puta više mase u odnosu na masu nošenu solarnim vetrom.

### Nova klasa spikula
Godine 2007. Bart de Pontje i Mekintoš sa saradnicima su otkrili novu klasu spikula. Ove erupcije su bile brže, sa brzinama između 20 i 40 km/s sa prosečnim vremenom života između 3 i 7 minuta. Mlazovi dostižu maksimalnu brzinu od oko 100 km/s neposredno pre raspada i nestajanja. Zbog ogromnih brzina nošene plazme, pretpostavlja se da je ona vrlo topla, no do sada nisu pronađeni načini za njeno detaljnije ispitivanje.

## Povezanost sa supergranulama
Supergranule su manje konvektivne oblasti na Sunčevoj površini. Horizontalna isticanja plazme iz središta supergranule dovode do istiskivanja magnetnog polja ka obodu supergranule. 
Spikule se javljaju iznad granica supergranula. Uzdižu se iznad nižih slojeva hromosfere krećući se po obodu supergranula, prateći pravac sabijenih linija magnetnog polja. Na granicama ćelija dolazi do povećanja intenziteta zračenja, što znači da je tamo materija toplija i gušća. Pošto se spikule javljaju iznad granica supergranula, supergranule imaju ulogu u njihovom stvaranju. Prateći pravac linija magnetnog polja, materija se diže i spušta iznad površine Sunca stvarajući na ovaj način spikule.

### Detekcija
Kako su spikule među najmanjim strukturama koje se mogu videti na Suncu, za njihovo posmatranje potrebna je dobra rezolucija, a najmanja je 1 lučna sekunda. Spikule su već do 60-ih godina prošlog veka posmatrane pomoću sledećih optičkih instrumenata: Klimaksa, Izmirana, Meudona, Pik-du-Midija, Pulkova i Sakramento Pika. Podaci o spikulama su dobijeni i tokom solarnih eklipsi.
Dva posebna instrumenta koja se često koriste za dobijanje podataka o spikulama su birefraktivni filter i spektograf. Birefraktivnim filtrom dobija se dvodimenzionalna slika hromosferskih struktura, te se mogu proučavati očigledne promene. Međutim, ovim filtrom se gube podaci koje daje spektar. Filtri se mogu kreirati tako da deluju u uskom spektru talasnih dužina, te se tako mogu dobiti spektralni podaci za unapred određene emisione linije. S druge strane, potpunu informaciju o spektru spikula dobijamo pomoću spektografa.
Spikule su detektovane i proučene pomoću visoko rezolucione fotografije, satelitskih podataka i compjuterskog modeliranja. Satelit namenjen za registrovanje globalnih Sunčevih oscilacija, između ostalih, i spikula, je satelit SOHO (Solar and Heliospheric Observatory), lansiran 1995. godine, a podaci o spikulama su skupljani i pomoću instrumenta MDI ESA/NASA's Solar i posmatranja pomoću SST (Swedish 1-meter Solar Telescope) i NASA-inim TRACE (Transition Region and Coronal Explorer) satelitom. Godine 2004, objavljeno je da su spikule formirane od zvučnih talasa koje su takođe petominutnog perioda. Dinamika spikula je bolje proučena zahvaljujući fotografijama sa SDO koje se prave na svakih 12 minuta.
Nakon posmatranja 80-ih godina 20. veka, pokazano je da temperatura spikula ne može dostići koronalne temperature. Kasnije je lansiralna još jedna Sunčeva laboratorija SDO (NASA's Solar Dynamics Observatory) i japanski satelit Hinode, pomoću kojih su spikule snimljene mnogo bolje i dalje su proučene. 2009. godine su spikule po prvi put uočene gledajući sa Zemlje. Pokazano je da je gas u njima još vreliji nego što se to moglo izmeriti pređašnjim instrumentima i spekuliše se da upravo spikule mogu imati glavnu ulogu u zagrevanju Sunčeve korone.
Godine 2004, Bart de Pontje, Robert Erdelji i Stjuart Džejms pretpostavili su da su spikule nastale kao rezultat oscilacije P-moda na Sunčevoj površini. Oscilacije P-moda predstavljaju akustične oscilacije sa periodom od oko 5 minuta, koje utiču na podizanje i spuštanje Sunčeve površine nekoliko stotina metara u sekundi. Putanje magnetnog fluksa koje su nagnute pod nekim uglom vertikale mogu privući i podići materijal van Sunčeve atmosfere i formirati spikulu.